# Kyselina nervonová
Kyselina nervonová je karboxylová kyselina patřící do skupiny omega-9 mononenasycených mastných kyselin. Funkční vzorec je C23H45COOH, sumární vzorec C24H46O2.

## Výskyt
Bylo zjištěno, že kyselina nervonová je důležitá v biosyntéze myelinu.Nachází se ve sfingolipidech v bílé mozkové hmotě v lidském mozku.